# Czerni
Czerni (ros. Черни) – chutor w Rosji, w obwodzie rostowskim, w rejonie ust´-donieckim, w gminie wiejskiej Niżniekundriuczenskaja (Нижнекундрюченское сельское поселение).